# 6311 Porubčan
6311 Porubčan è un asteroide della fascia principale. Scoperto nel 1990, presenta un'orbita caratterizzata da un semiasse maggiore pari a 2,2896871 UA e da un'eccentricità di 0,2244295, inclinata di 5,17212° rispetto all'eclittica.